# 33574 Shailaja
33574 Shailaja è un asteroide della fascia principale. Scoperto nel 1999, presenta un'orbita caratterizzata da un semiasse maggiore pari a 2,4358404 UA e da un'eccentricità di 0,1082655, inclinata di 1,56256° rispetto all'eclittica.